# Aubrey Gwynn
Aubrey Osborn Gwynn (17 février 1892 - 18 mai 1983) est un historien jésuite irlandais.

## Biographie
Aubrey Gwynn est né à Dublin le 17 février 1892. Il est le fils de l'auteur et député Stephen Gwynn et le petit-fils de John Gwynn (universitaire) (en), professeur Regius de théologie au Trinity College de Dublin. Sa mère Mary Gwynn (généralement connue sous le nom de May Gwynn) est une cousine germaine de son père, son propre père étant le révérend James Gwynn, aumônier de la chapelle Octagon, à Bath. La famille Gwynn adhère alors à la tradition protestante.
Aubrey Gwynn se convertit au catholicisme romain à l'âge de dix ans, en même temps que sa mère May Gwynn est reçue dans l'Église catholique romaine. Il fréquente le Clongowes Wood College, une école secondaire jésuite à Kildare, près de Dublin, de 1903 à 1908, puis étudie à l'University College de Dublin (où il obtient son BA en 1914 et son MA en 1915) et au Campion Hall d'Oxford (où il obtient le diplôme de B Litt en 1919). En 1912, alors qu'il est encore étudiant au Collège universitaire, il devient membre de la Compagnie de Jésus.
Après avoir obtenu son diplôme, Aubrey Gwynn travaille comme enseignant au Clongowes College (1917-1919), à Louvain (1919-1921) et à Milltown Park (1921-1925).
En 1927, le père Aubrey est nommé maître de conférences en histoire ancienne à l'University College de Dublin. Il enseigne ensuite l'histoire médiévale (1930-1947), puis en 1948, il devient professeur d'histoire médiévale au collège, poste qu'il conserve jusqu'en 1962. Il est président de l'Académie royale d'Irlande de 1958 à 1961.
Aubrey Gwynn écrit beaucoup sur l'histoire de l'Irlande et de l'Église ainsi que sur d'autres sujets. Son frère Denis Rolleston Gwynn (1893–1971) est également historien, ayant été pendant une grande partie de sa vie professeur d'histoire irlandaise moderne à l'University College de Cork.
Un portrait à l'aquarelle d'Aubrey Gwynn enfant par son parrain Walter Osborne fait partie de la collection de la Galerie nationale d'Irlande.

## Travaux
- Roman Education from Cicero to Quintilian (1926)
- The English Austin Friars in the Time of Wyclif (1940)
- The Medieval Province of Armagh, 1470–1545 (1946)
- The Writings of Bishop Patrick 1074–1084 (1955)
- Medieval Religious Houses: Ireland (1970) avec R. N. Hadcock
- The Irish Church in the Eleventh and Twelfth Centuries, édité par Gerard O'Brien
- Twelfth Century Reform (A History of Irish Catholicism II) (1968)
- Anglo-Irish Church Life: Fourteenth and Fifteenth Centuries (A History of Irish Catholicism) 1968
- Aubrey Gwynn, Cathal Óg mac Maghnusa and the Annals of Ulster (réimpression de 1998), édité par Nollaig Ó Muraíle